# Fornice vaginale
Nell'anatomia femminile, il fòrnice vaginale (o arco vaginale) è una parte interna della vagina. Si tratta di un solco circolare situato nella parte più profonda.

## Anatomia
Viene diviso in 3 parti:
- fornice vaginale anteriore, profonda dai 0,2 ai 0,5 cm;
- fornice vaginale laterale;
- fornice vaginale posteriore, profonda dai 2 ai 2,5 cm.

Viene utilizzata per misurare la grandezza della vagina: 8-8,5 cm dall'orifizio al fondo di quella posteriore, mentre risulta più piccola se si considera il fondo di quella anteriore (6,5-7,5). Inoltre permettono l'esplorazione digitale per comprendere la situazione pelvica.